# Катастрофа Ту-104 под Наро-Фоминском
Катастрофа Ту-104 под Наро-Фоминском — авиационная катастрофа, произошедшая 10 октября 1971 года. Авилайнер Ту-104Б авиакомпании «Аэрофлот» выполнял плановый внутренний рейс SU-773 по маршруту Москва — Симферополь, но спустя 36 секунд после взлёта на борту лайнера прогремел взрыв, после чего лайнер рухнул на землю у деревни Бараново и полностью разрушился. Погибли все 25 человек на борту (18 пассажиров и 7 членов экипажа).
По результатам расследования было установлено, что причиной катастрофы стал взрыв заложенной на борту бомбы.

## Самолёт
Ту-104Б с бортовым номером 42490 (заводской — 021901, серийный — 19-01) был выпущен Казанским авиазаводом 15 августа 1960 года и передан Главному управлению гражданского воздушного флота, которое к 3 сентября направило его в Бориспольский авиаотряд Украинского территориального управления ГВФ. Изначально авиалайнер имел салон на 100 мест, но позже был переделан в 115-местный. Общая наработка 11-летнего авиалайнера составляла 13 062 лётных часа и 10 452 цикла «взлёт—посадка».

## Экипаж
Лётный экипаж (в кабине) был из 208-го (Бориспольского) лётного отряда и состоял из пяти человек:
- Командир воздушного судна — Клюшник Константин Романович
- Второй пилот — Воробьевский Анатолий Ефимович
- Штурман — Солодянников Владимир Алексеевич
- Бортмеханик — Безродный Валентин Алексеевич
- Бортрадист — Объедков Виктор Иванович

В салоне работали два бортпроводника:
- Папушина Светлана Владимировна
- Марченко Борис Нестерович

Также на борту находился сопровождающий милиционер, но в отчёте он был учтён как служебный пассажир.

## Катастрофа
В тот день борт 42490 должен был выполнить два рейса по маршруту Симферополь — Москва — Симферополь. Первый рейс прошёл без отклонений и в 19:02 благополучно приземлился во Внукове. Далее экипаж начал готовиться к выполнению обратного рейса в Симферополь — 773.
Небо в это время было затянуто тучами с нижней границей 180 метров, видимость 6 километров. В 20:16 рейс 773 с 18 пассажирами и 7 членами экипажа на борту вылетел из аэропорта Внуково по магнитному курсу 242°, о чём в 20:16:24 экипаж доложил диспетчеру старта, после чего переключился на связь с диспетчером круга. В 20:16:31 командир самолёта связался с диспетчером круга и доложил, что следует по направлению на Чёрную Грязь. В ответ диспетчер дал команду на подъём до 1500 метров. В 20:16:44 диспетчер дал рейсу 773 указание доложить о проходе высоты 1200 метров. Однако ответа с самолёта не последовало. Диспетчер несколько раз пытался повторно с ним связаться, но безуспешно.
Пилоты едва успели доложить диспетчеру о взлёте, как через считанные секунды в салоне прогремел взрыв. Разрушило левую сторону фюзеляжа и несущие элементы левого крыла, перебило тяги рулей высоты и направления. Самолёт начал входить во всё увеличивающийся правый крен и терять высоту. В семи с лишним километрах от аэропорта, когда высота составляла 150—200 метров, у самолёта разрушился багажный отсек и выбросило часть пассажирских сидений. Ещё через 2700 метров авиалайнер на скорости 550—600 км/ч под углом 10—14° и с креном около 90° врезался в землю неподалёку от деревни Бараново Наро-Фоминского района Московской области, в 10 километрах юго-западней (азимут 220°) Внукова. Все 25 человек на борту погибли. Одной из погибших была молодая киноактриса Раиса Зверева.

## Расследование
При рассмотрении частей самолёта, отделившихся непосредственно ещё до падения авиалайнера, на них были обнаружены признаки горения. Также на многих фрагментах нашли частички тротила. Таким образом было установлено, что катастрофа произошла вследствие взрыва бомбы. Однако первоначально посчитали, что она находилась в багажном отсеке. Лишь позже комиссия установила, что заряд весом 400—800 грамм тротила был спрятан между стойкой сиденья и стенкой на уровне 43-го шпангоута. Что касается поисков заложившего данную бомбу, то в этом направлении следствие велось до 1973 года, но закончилось безрезультатно.